# 奧布拉河
奧布拉河是波蘭的河流，位於該國西部，屬於瓦爾塔河的支流，河道全長164公里，流域面積2,758平方公里，是獨木舟和皮艇的熱門地點，河畔城鎮有科希強、奇切爾、緬濟熱奇和斯克維日納。
52°36′09″N 15°28′44″E / 52.6024°N 15.4789°E